# Klaus Tscheuschner

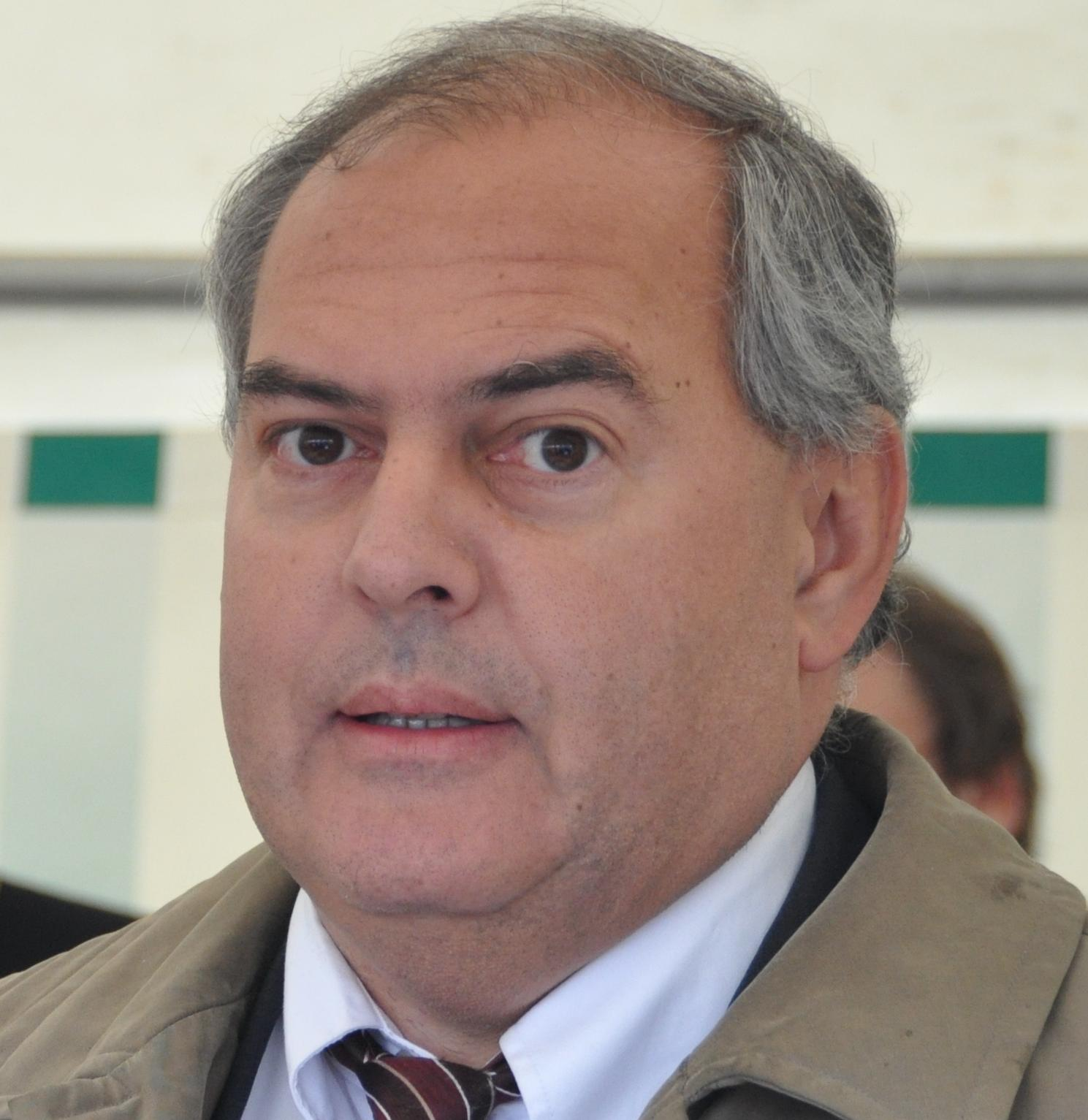
Klaus Tscheuschner

Klaus Tscheuschner (* 22. Oktober 1956 in Bielefeld) war von Januar 2005 bis Januar 2011 Oberbürgermeister der Stadt Flensburg. 

## Ausbildung und Beruf
Nach dem Abschluss an der Bosse-Realschule in Bielefeld im Jahr 1972 machte Klaus Tscheuschner eine Ausbildung im mittleren Beamtendienst bei der Stadt Bielefeld, bei der er bis 1992 in verschiedenen Bereichen tätig war. 1979 erreichte er die Hochschulreife am Abendgymnasium Bielefeld. Anschließend studierte er bis 1989 an der Fachhochschule für öffentliche Verwaltung Nordrhein-Westfalen sowie der Verwaltungsakademie Ostwestfalen-Lippe. 1992/93 war Tscheuschner Dozent am Studieninstitut für kommunale Verwaltung des Landes Brandenburg, bevor er als persönlicher Referent des Stadtdirektors in seine Heimatstadt Bielefeld zurückkehrte.

## Öffentliche Ämter
Von 1995 bis 2003 war Tscheuschner als Parteiloser Bürgermeister der Stadt Burg auf Fehmarn und setzte sich stark für eine Fusion der Städte und Gemeinden auf der Insel Fehmarn zu einer einzigen Stadt ein. Dieses Ziel war am 1. Januar 2003 mit der Gründung der Stadt Fehmarn erreicht. Bei der vom Schleswig-Holsteinischen Zeitungsverlag durchgeführten Wahl wurde er deshalb zum Kommunalpolitiker des Jahres 2002 gewählt.
Am 14. November 2004 wurde er als Kandidat der CDU im zweiten Wahlgang mit 59,5 % der Stimmen zum neuen Oberbürgermeister der Stadt Flensburg gewählt. Dieses Amt trat er im Januar 2005 an und übte es bis Januar 2011 aus. Sein Nachfolger wurde Simon Faber (SSW).

## Familie
Klaus Tscheuschner ist verheiratet und hat zwei Töchter.

## Ehrenamt
Von 1997 bis 2003 war er Vorsitzender des Ostseebäderverbandes Schleswig-Holstein. Außerdem war er über mehrere Jahre stellvertretender Vorsitzender des Tourismusverbandes Schleswig-Holstein.